# Hajarmachi
Hajarmachi es una ciudad censal situada en el distrito de Satara en el estado de Maharashtra (India). Su población es de 9317 habitantes (2011). Se encuentra a 53 km de Satara.

## Demografía
Según el censo de 2011 la población de Hajarmachi era de 9317 habitantes, de los cuales 4772 eran hombres y 4545 eran mujeres. Hajarmachi tiene una tasa media de alfabetización del 89,18%, superior a la media estatal del 82,34%: la alfabetización masculina es del 93,27%, y la alfabetización femenina del 84,88%.